# HOLIDAY (アルバム)
『HOLIDAY』（ホリデイ）は、PSY・Sの7枚目のアルバム。1991年12月12日発売。

## 解説
シングル「あさ〜from day to day」「Moonshine」収録。
前作『SIGNAL』はアナログ・レコーディングを駆使した作品だったが、今作は参加ミュージシャン各人にソニーのDATウォークマンTCD-D3を配布。自宅や練習スタジオなど本人が最もリラックスできる環境で行なった演奏や打込を録音してもらい、それを音素材として取り込み使用する、という手法が取られている。そのため参加クレジットに(Personally Recorded)や(Personally Programmed)といった表記がみられる。
「最後の楽園」「in the Nude」の2曲のみ、イギリス・ロンドンでミックスが行なわれた。
ゴンチチが参加した「ひみつ〜perspective lovers」は、NHK教育テレビ「土曜倶楽部」のテーマ曲として1987年に提供された「Mind Check」のリメイクで、「Mind Check」は前身ユニット“PLAYTECHS”自主制作アルバム『NO DUPLICATIN'』（1983年）収録曲。

## アートワーク、パッケージ
アルバムの帯には以下のキャッチコピーが記載されている。
初回盤にはレンチキュラー仕上げのポストカードが封入された。

## 収録曲
| 全作曲・編曲: 松浦雅也。 |                                 |                      |            |      |
| #                        | タイトル                        | 作詞                 | 作曲・編曲 | 時間 |
| 1.                       | 「夏服とスケート」              | 松尾由紀夫           | 松浦雅也   | 6:13 |
| 2.                       | 「あさ〜from day to day」       | 松尾由紀夫           | 松浦雅也   | 3:49 |
| 3.                       | 「宝石の島」                    | 安則まみ・松尾由紀夫 | 松浦雅也   | 3:16 |
| 4.                       | 「ダブル・ダブル」              | 松尾由紀夫           | 松浦雅也   | 4:31 |
| 5.                       | 「オーロラの不思議な街」        | 森雪之丞             | 松浦雅也   | 3:07 |
| 6.                       | 「どうして?」                   | 森雪之丞             | 松浦雅也   | 3:59 |
| 7.                       | 「Moonshine」                   | 松尾由紀夫           | 松浦雅也   | 3:37 |
| 8.                       | 「PUZZLE」                      | 森雪之丞             | 松浦雅也   | 4:32 |
| 9.                       | 「最後の楽園」                  | 森雪之丞             | 松浦雅也   | 6:00 |
| 10.                      | 「in the Nude (Album Version)」 | 松尾由紀夫           | 松浦雅也   | 4:03 |
| 11.                      | 「ひみつ〜perspective lovers」  | 松尾由紀夫           | 松浦雅也   | 3:34 |
| 合計時間:                | 合計時間:                       | 合計時間:            | 46:41      |      |